# Adam Jarubas

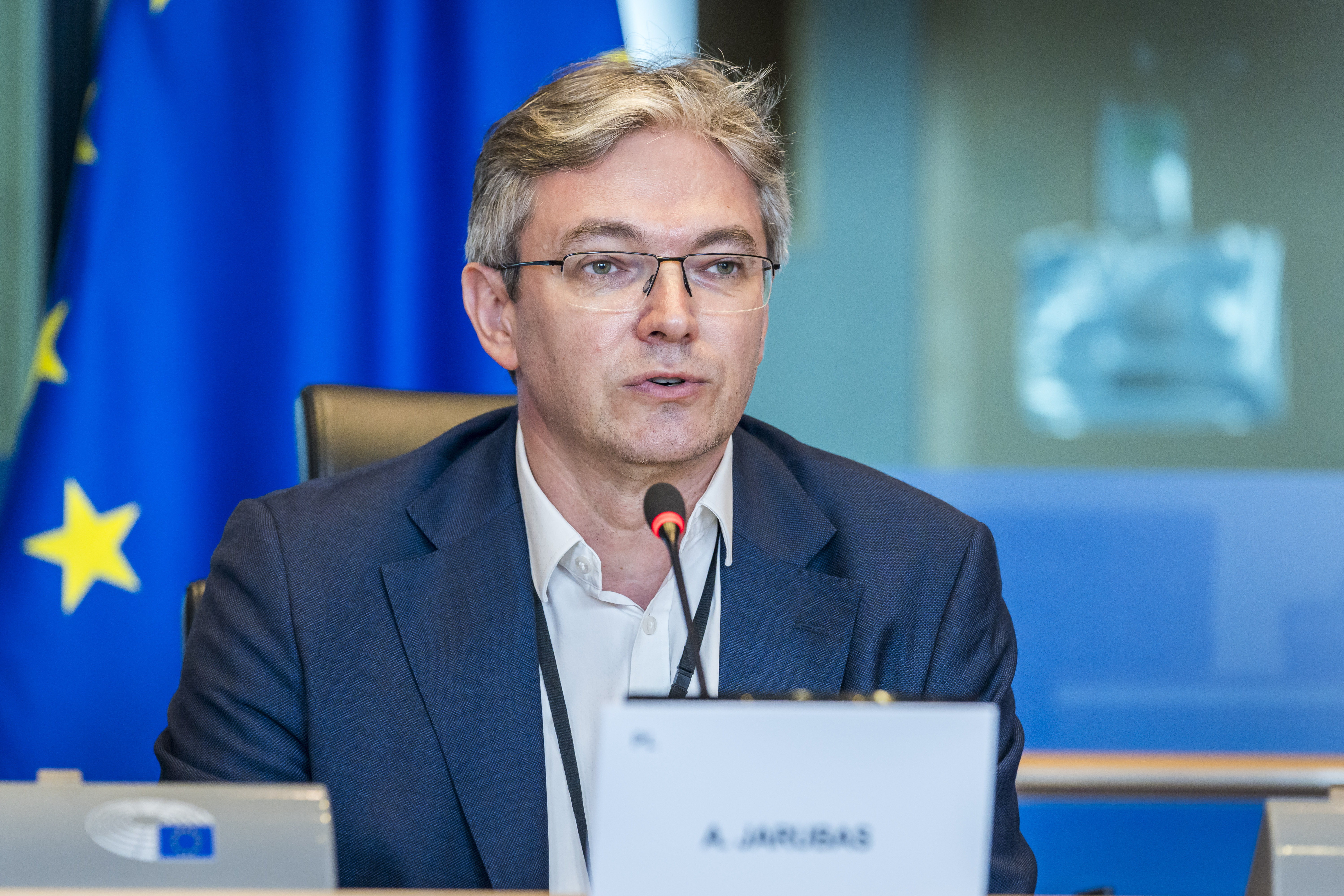
Adam Jarubas (2024)

Adam Sebastian Jarubas (* 17. Dezember 1974 in Busko-Zdrój) ist ein polnischer Politiker, welcher zwischen 2006 und 2018 Marschall der Woiwodschaft Heiligkreuz war und stellvertretender Vorsitzender der Polskie Stronnictwo Ludowe (PSL) ist. Seit 2019 gehört er dem Europaparlament an.

## Leben und Beruf
Adam Jarubas, der in Błotnowola (einem Dorf in der Gmina Nowy Korczyn) aufwuchs, beendete das Gymnasium in Busko-Zdrój und studierte dann Geschichte an der Akademia Świętokrzyska in Kielce. Dieses, sowie ein Aufbaustudium im Bereich Verwaltung an der Höheren Handelsschule in Kielce, schloss er später ab. 2017 wurde er an der Universität Kielce mit der Arbeit „Umsetzung der Regionalpolitik am Beispiel der Woiwodschaft Heiligkreuz in den Jahren 2004 bis 2013“ zum Doktor der Politischen Wissenschaft promoviert.
Jarubas gehörte von 1994 bis 2009 dem Landjugendverband „Związek Młodzieży Wiejskiej“ an. Von 2002 bis 2004 war er stellvertretender Direktor der regionalen Niederlassung der Kasa Rolniczego Ubezpieczenia Społecznego, der Sozialversicherungsgesellschaft für Landwirte in Polen. Von 2004 bis 2006 war er stellvertretender Leiter des Zentrums für medizinische Dienste in Kielce.
Jarubas ist verheiratet und hat zwei Söhne. Sein jüngerer Bruder Krystian ist ebenfalls PSL-Politiker und war von 2015 bis 2019 Mitglied des Sejm.

## Politik
Jarubas trat 1992 der Polskie Stronnictwo Ludowe bei. Seine politische Karriere begann als Assistent des Sejmabgeordneten Tadeusz Madzia (PSL). Bei den Selbstverwaltungswahlen 2002 wurde er in den Kreistag des Powiat Buski gewählt. 2006 wurde Jarubas in den Woiwodschaftssejmik der Woiwodschaft Heiligkreuz als Abgeordneter gewählt und wurde 2006, 2010 sowie 2014 zum Woiwodschaftsmarschall gewählt. 2006 wurde er zum Parteivorsitzenden der PSL in der Woiwodschaft Heiligkreuz gewählt. Bei der Parlamentswahl 2011 wurde Jarubas als Abgeordneter in den Sejm gewählt, trat sein Mandat jedoch nicht an, sodass dieses erlosch. 2012 wurde Jarubas zum stellvertretenden Vorsitzenden der PSL gewählt.
Am 31. Januar 2015 stellte ihn die PSL als Kandidat für die Präsidentschaft bei der Wahl im Mai 2015 vor und wurde ebenfalls von der Liga Polnischer Familien unterstützt. Schlussendlich erreichte er mit 238 761 Wählerstimmen (1,6 %) den sechsten Platz.
Nachdem die PiS bei den Regionalwahlen 2018 im Sejmik der Woiwodschaft Heiligkreuz eine absolute Mehrheit der Sitze erringen konnte, wurde Jarubas als Marschall abgelöst. Jarubas kandidierte auf der Liste der Europäische Koalition (Koalicja Europejska) aus PO, PSL, SLD und Grünen bei der Europawahl in Polen 2019 und wurde mit 138.854 Stimmen in das Europäische Parlament gewählt. Bei den Parlamentswahlen 2023 fungierte er als Wahlkampfleiter der PSL. Bei der Europawahl 2024 wurde er für das Wahlbündnis Trzecia Droga aus PSL und Polska 2050 erneut in das Europaparlament gewählt. Jarubas gehört der Fraktion der Europäischen Volkspartei (Christdemokraten) an.